# Toy Story
Toy Story ist ein Computeranimationsfilm des Regisseurs John Lasseter aus dem Jahr 1995. Der von den Pixar Animation Studios im Auftrag der Walt Disney Company produzierte Film ist der erste vollständig am Computer erstellte Langfilm für das Kino. Er feierte am 19. November 1995 Premiere in Hollywood und kam am 21. März 1996 in die deutschen Kinos.

## Handlung
Im Kinderzimmer von Andy hat die Hauptfigur, Cowboy-Sheriff Woody, das Sagen, denn er ist Andys Lieblingsspielzeug. Doch ein paar Tage vor dem Umzug der Familie erhält Andy zum Geburtstag den modernen Space-Ranger Buzz Lightyear. Die Spielzeuge aus Andys Zimmer sind von ihm begeistert, schließlich ist er mit den modernsten Raffinessen ausgestattet, die ein Spielzeug nur haben kann. Plötzlich ist Woody nicht mehr das unangefochtene Spitzen-Spielzeug und will aus Eifersucht Buzz loswerden. Woody versucht, Buzz und den anderen Spielzeugen immer wieder klarzumachen, dass Buzz nur ein Spielzeug sei, weil sich Buzz für den echten Buzz Lightyear hält und spielt Buzz’ Fähigkeiten herunter. Schließlich verübt er ein Attentat auf ihn, indem er beabsichtigt, Buzz in eine dunkle Ecke des Kinderzimmers zu stoßen. Doch der Versuch schlägt fehl. Buzz wird versehentlich aus dem Fenster geschleudert und landet im Vorgarten. Die anderen Spielzeuge sind nicht in der Lage, ihm zu helfen und ächten Woody, weil es für ein Spielzeug einem Todesurteil gleichkommt, sich in der Nähe des Nachbarsjungen Sid zu befinden. Denn er probiert an wehrlosen Spielzeugen die grausamsten Foltermethoden aus.
Während sich die Spielzeuge noch streiten, nimmt Andy Woody zu einem Ausflug ins Erlebnislokal Pizza Planet mit. Buzz gelingt es, der beängstigenden Zukunft im Vorgarten zu entfliehen, indem er sich am Auto von Andys Mutter festhält, als es die Einfahrt verlässt. Als das Auto an einer Tankstelle hält, verlässt Andy es kurz. Kaum ist er außer Hörweite, geraten Woody und Buzz in einen handgreiflichen Streit, in dessen Verlauf beide aus dem Auto fallen und alleine bei der Tankstelle zurückbleiben. Doch sie haben Glück: Wenige Minuten später hält das Auto eines Pizza-Planet-Mitarbeiters neben ihnen. Woody begreift, dass eine heimliche Mitfahrt in diesem Auto die einzige Chance ist, zurück zu Andy zu finden. Doch er weiß, dass er Buzz mitnehmen muss, um das Missverständnis seines Unfalls aufklären zu können.
In der Pizza-Planet-Filiale verstecken sich die beiden in einem Spielautomaten. Kurz darauf entdeckt sie der Nachbarsjunge Sid, der sie mit nach Hause nimmt. In dessen Zimmer lebt eine große Anzahl entstellter und aus verschiedenen Bauteilen zusammengesetzter Spielzeuge. Buzz und Woody wollen fliehen, doch alle Versuche scheitern. An einem Werbespot im Fernsehen und der Funktionslosigkeit seiner Ausrüstung erkennt Buzz schließlich, dass er in Wahrheit nicht der echte Space-Ranger ist, sondern nur ein Spielzeug. Daraufhin verfällt er in eine Depression und wehrt sich nicht gegen den brutalen Sid. Dieser fesselt Buzz an eine Rakete, um ihn am nächsten Tag in die Luft zu schießen. Zusammen mit den Spielzeugen aus Sids Zimmer kann Woody Buzz retten. Die Spielzeuge erteilen Sid eine Lektion, indem sie sich vor ihm lebendig zeigen, so dass er aufhört, Spielzeuge zu quälen.
Woody und Buzz gelingt die Flucht.
Die beiden erreichen zwar Andys Wohnung, aber die Umzugsfuhre ist bereits gepackt, und die Familie fährt ihnen vor der Nase davon. Andy ist unglücklich, seine beiden Lieblingsspielzeuge verloren zu haben und nicht mit in die neue Wohnung nehmen zu können. Nach dem gescheiterten Versuch, den Umzugswagen mit einem ferngesteuerten Spielzeugauto zu verfolgen, kommt Woody auf die Idee, Sids Rakete zu zünden, die Buzz immer noch auf den Rücken gebunden trägt. Das Manöver glückt tatsächlich, und beide Spielzeuge fliegen durch das Schiebedach ins Auto. Andy findet sie sofort im Umzugskarton und ist überglücklich, beide wiederzuhaben. Die beiden Helden erkennen, dass es nicht nur darauf ankommt, das beste Spielzeug zu sein, sondern von einem Kind geliebt zu werden. Als Team haben sie es geschafft, Andys Herz zu erobern. Aus den ehemaligen Konkurrenten sind schließlich Freunde geworden. Am Ende, welches an Weihnachten spielt, bekommen die Spielzeuge mit, dass Andy nun einen Hund zu Weihnachten bekommen hat.

## Synchronisation
Die deutsche Synchronisation wurde von der FFS Film- & Fernseh-Synchron GmbH in München erstellt. Das Dialogbuch verfasste Pierre Peters-Arnolds, der auch für die Synchronregie zuständig war. Die im Original von Randy Newman komponierte und mit englischen Texten gesungene Filmmusik wird von Klaus Lage mit deutschen Texten gesungen.
| Rolle                              | Originalsprecher  | Deutscher Sprecher    |
| ---------------------------------- | ----------------- | --------------------- |
| Woody                              | Tom Hanks         | Peer Augustinski      |
| Buzz Lightyear                     | Tim Allen         | Walter von Hauff      |
| Charlie Naseweis (Mr. Potato Head) | Don Rickles       | Hartmut Neugebauer    |
| Slinky (Slinky Dog)                | Jim Varney        | Peter Thom            |
| Rex                                | Wallace Shawn     | Ernst Wilhelm Lenik   |
| Specki (Hamm)                      | John Ratzenberger | Michael Rüth          |
| Porzellinchen (Bo Peep)            | Annie Potts       | Alexandra Mink        |
| Andy                               | John Morris       | Oliver Cresswell      |
| Sid Phillips                       | Erik von Detten   | Dimitri Guldner       |
| Andys Mutter (Mrs. Davis)          | Laurie Metcalf    | Maria Böhme           |
| Sergeant                           | R. Lee Ermey      | Reinhard Brock        |
| Hannah Phillips                    | Sarah Freeman     | Natalie Löwenberg     |
| Fernsehansager                     | Penn Jillette     | Pierre Peters-Arnolds |
| Lenny                              | Joe Ranft         | Jakob Riedl           |

## Hintergrund

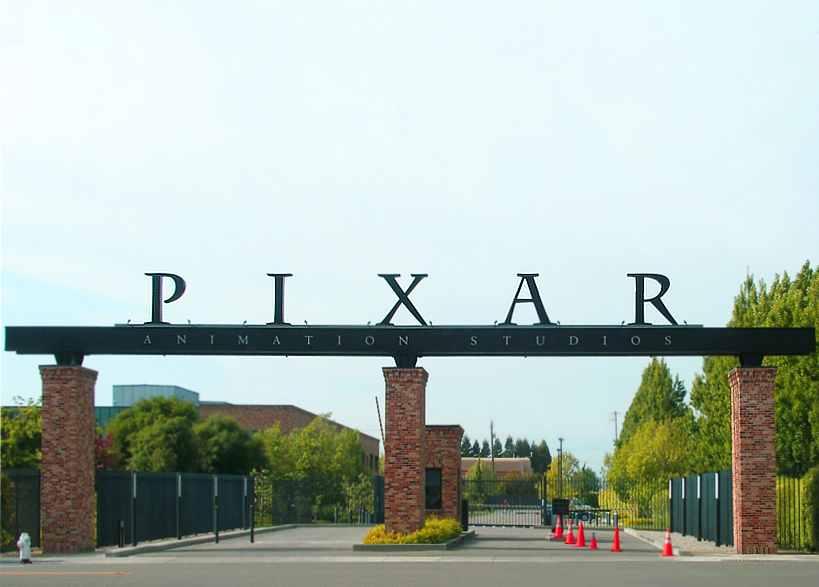
Eingang zu den Pixar Studios, die den Film produziert haben

Zum Rendern des Filmes wurde eine Renderfarm aus 117 Sun SparcStation 20 verwendet. Der fertige Film belegte 500 Gigabyte und wurde auf 1200 CDs zwischengespeichert.
Trotz zahlreicher realer Spielzeuge im Film tritt keine Barbie-Puppe auf, da der Hersteller Mattel dies nicht zulassen wollte. Nach dem großen Erfolg des ersten Teils erhielt man jedoch die Erlaubnis zur Verwendung von Barbies in Toy Story 2.
Obwohl der Film im Breitbildformat 1,85:1 produziert wurde, enthält die deutsche DVD-Veröffentlichung (Special Edition) nur ein 1,78:1-Bild (16:9).

### Inhaltliche Details und Anspielungen
- Am Anfang des Filmes (0h08m00s) sind bei Woodys Ansprache im Kinderzimmer in dem Bücherregal hinter ihm einige Bücher mit den Titeln anderer Pixar-Kurzfilme von John Lasseter zu sehen, so unter anderem: „The Adventures of André and Wally B.“ (Die Abenteuer von André und Wally B., 1984), „Red’s Dream“ (Reds Traum, 1987), „Tin Toy“ (1988) und „Knick Knack“ (1989).
- Als Buzz das erste Mal im Film zu sehen ist (0h15m30s) und er aus seiner Glashaube heraus das Zimmer betrachtet, ist das Geräusch – ähnlich dem eines Beatmungsgerätes – zu hören, das Darth Vader beim Atmen macht.
- Da die Familie von Andy umzieht (0h25m25s), ist vor deren Haus nach typisch amerikanischem Vorbild ein Schild aufgestellt, welches für den Verkauf des Hauses durch eine Makleragentur wirbt. Der Name „virtual realty“ für diese Agentur ist ein Wortspiel aus „virtual reality“ („Künstliche Wirklichkeit“) und „realty“ („Immobilie“).[3]
- Beim Streit von Buzz und Woody unter dem Laster an der Tankstelle (0h32m22s) verabschiedet sich Buzz von Woody mit der Grußgeste der Vulkanier aus Star Trek, bei der die flache Hand so hochgehoben wird, als wolle man schwören, und dann Zeige- und Mittelfinger-Paar vom Ringfinger-/Kleiner-Finger-Paar abgespreizt wird.[3]
- Auf dem Gesäß von Buzz ist „©Disney“ eingearbeitet – zu sehen bei seinem Versuch, im Haus von Sid vom Geländer aus zu fliegen (0h46m51s).
- Buzz Lightyear hat denselben Vornamen wie der Astronaut Buzz Aldrin, der der zweite Mann auf dem Mond war.[3]
- Sids Werkzeugkiste trägt den Markennamen „Binford“ (0h57m05s), der fiktive Werkzeughersteller aus der Serie Hör mal, wer da hämmert, in der auch Tim Allen mitspielt.
- Der Teppichboden im Flur vor Sids Zimmer hat dasselbe Muster wie der im „Overlook Hotel“ in Stanley Kubricks Shining.
- Die Teekanne in Hannahs Zimmer ist der so genannte Utah teapot, eines der ältesten und bekanntesten 3D-Modelle der Computergrafik. Die Teekanne hat sich zu einem Running Gag in der Computergrafikszene entwickelt und ist in verschiedenen computeranimierten Filmen zu finden.
- Der Wilhelmsschrei ist zu hören, als Buzz wegen der Schreibtischleuchte aus dem Fenster fällt – der berühmte Running Gag der Sounddesigner.
- In der Szene, in der Woody und Buzz auf dem Auto sitzen, bemerkt Andys Schwester Molly die beiden im Rückspiegel. Im Autoradio ertönt das Lied Hakuna Matata aus Der König der Löwen.
- Der blaue Wagen von Andys Mutter trägt das Nummernschild „A113“; diese Zahl findet sich in vielen Filmproduktionen wieder.

### 3D-Wiederveröffentlichung
Am 2. Oktober 2009 wurde der Film in den USA in 3D wieder in die Kinos gebracht. Er war ausschließlich in einer Doppelvorführung zusammen mit Toy Story 2, welcher ebenfalls in 3D konvertiert wurde, zu sehen. Ursprünglich sollten die Vorführungen auf einen Zeitraum von zwei Wochen begrenzt werden. Wegen des großen Erfolgs wurde dieser jedoch auf fünf Wochen ausgedehnt.
Für die 3D-Konvertierung wurden die ursprünglichen Computerdaten aufbereitet und eine virtuelle zweite Kamera hinzugefügt, so dass ein stereoskopes Bildmaterial vorlag, was für die Tiefenwahrnehmung unerlässlich ist. Allein dieser Prozess nahm vier Monate in Anspruch. Anschließend brauchte es weitere sechs Monate, um die Filme mit adäquaten 3D-Effekten zu versehen.
Die 3D-Doppelvorführung von Toy Story 1 und 2 hat innerhalb der fünfwöchigen Laufzeit 30.714.027 US-Dollar (23.686.658 €; Stand: 17. Juli 2010) eingespielt, davon alleine 12,5 Millionen US-Dollar (9,64 Millionen €; Stand 17. Juli 2010) am Eröffnungswochenende.

### Rezeption
Die Linuxdistribution Debian GNU/Linux verwendet die Namen der Charaktere aus Toy Story, um die verschiedenen Releases ihrer Software zu bezeichnen, „Buzz“ (1.1), „Rex“ (1.2), „Bo“ (1.3), „Hamm“ (2.0), „Potato“ (2.2), „Woody“ (3.0), „Sarge“ (3.1), „Etch“ (4.0), „Lenny“ (5.0), „Squeeze“ (6.0), „Wheezy“ (7.0), „Jessie“ (8.0), „Stretch“ (9.0), „Buster“ (10.0), „Bullseye“ (11.0), „Bookworm“ (12.0), „Trixie“ (13, testing), „Forky“ (14, experimental), „Duke“ (15) und „Sid“ (unstable).
Der Besamungsbulle Toystory erhielt seinen Namen nach dem Film.

## Kritiken
Der Film erhielt überwiegend positive Kritiken: Bei Rotten Tomatoes fallen alle 98 Kritiken für den Film positiv aus – womit er eine Wertung von 100 % besitzt – und bei Metacritic konnte ein Metascore von 92, basierend auf 16 Kritiken, erzielt werden.

„Der erste vollständig computeranimierte Langfilm erzählt seine spannende Abenteuergeschichte mit überwältigendem Einfallsreichtum, mit Rasanz und Humor, ohne das Loblied auf Freundschaft und gegenseitigen Respekt der technischen Virtuosität zu opfern.“

„Der Film lebt nicht nur von der Sehnsucht nach der symbiotischen Freude am beseelten Spielzeug, sondern auch davon, wie immer wieder die Grenzen zwischen Spiel und Wirklichkeit überschritten und gleich darauf restauriert werden. Ein postmodernes Märchen voller Spiegelungen zwischen Realität und Warentraum, und von einer beinahe überbordenden Emotionalität.“

„‚Toy Story‘ ist eine Komödie für Charakterdarsteller. […] Auch auf Actionszenen verzichtete Regisseur John Lasseter nicht. Besonders die große Verfolgungsjagd gegen Ende des Films, als Buzz und Woody in einem Modellauto durch den Straßenverkehr jagen, führt die extravaganten Kameraeinstellungen vor, die durch Computeranimation möglich sind. Doch die spannendsten Momente spielen sich im Kopf der Protagonisten ab. Etwa wenn Buzz, der sich für einen echten Galaxiskrieger hält, einen Werbespot mit vielen BuzzLightyear-Figuren sieht und erkennen muß, daß er nichts weiter als ein Spielzeug ist. Das macht ihn menschlicher als manchen der lebendigen Hollywood-Schauspieler.“

„Ein genial inszenierter, vielfach preisgekrönter Spaß.“

## Auszeichnungen
2005 wurde Toy Story in das National Film Registry aufgenommen, in dem als besonders erhaltenswert geltende US-Filme verzeichnet sind. Der Film gehört zudem seit 2007 laut dem American Film Institute zu den 100 besten amerikanischen Filme aller Zeiten.
Die Deutsche Film- und Medienbewertung (FBW) vergab das Prädikat wertvoll.
| Preis              | Nominierungen | Auszeichnungen | Land           | Verleihung |
| ------------------ | --- | --- | -------------- | ---------- |
| Annie Award        | Bester Animationsfilm Beste Animation Beste Regie Beste Musik Beste Produktion Bestes Produktionsdesign Beste Technik Bestes Drehbuch | Bester Animationsfilm Beste Animation Beste Regie Beste Musik Beste Produktion Bestes Produktionsdesign Beste Technik Bestes Drehbuch | USA            | 1996       |
| Oscar              | Beste Filmmusik Bester Song (You’ve Got a Friend in Me) Bestes Originaldrehbuch                                                       | Sonderoscar für den ersten computeranimierten Spielfilm                                                                               | USA            | 1996       |
| Golden Globe Award | Bester Film – Komödie oder Musical Bester Filmsong                                                                                    | | USA            | 1996       |
| Saturn Award       | Bester Fantasyfilm Bestes Drehbuch | | USA            | 1996       |
| BAFTA Award        | Beste visuelle Effekte | | Großbritannien | 1997       |

## Fortsetzungen
- Im Film Toy Story 2 (1999) stellt sich heraus, dass Woody ein begehrtes Spielzeug-Sammlerstück ist. Wegen seines Wertes wird er vom Spielzeughändler Al entführt. Buzz und ein paar andere von Andys Spielzeugen begeben sich auf eine spektakuläre Rettungsmission, um Woodys Export nach Japan zu verhindern.
- Im Jahr 2000 erschienen die Zeichentrickserie Captain Buzz Lightyear – Star Command und der Zeichentrickfilm zur Serie, Captain Buzz Lightyear – Star Command – Das Abenteuer beginnt, die auf Toy Story basieren.
- In Toy Story 3 (2010) ist Andy, der Besitzer der Spielzeuge, erwachsen geworden und geht aufs College. Durch ein Versehen werden Cowboy Woody und seine Freunde in einen Kindergarten gebracht, wo sie Bekanntschaft mit weiteren Spielzeugen machen.
- Nachdem der 4. Teil schon im Jahr 2014 angekündigt worden war, erschien er erst 2019 unter dem Titel A Toy Story: Alles hört auf kein Kommando. Die Spielzeuge leben jetzt bei dem kleinen Mädchen Bonnie, und Woody macht sich auf die Suche nach der Porzellanpuppe Porzellinchen.
- 2022 erschien unter dem Titel Lightyear ein weiterer Film, der die Geschichte des Astronauten zeigt, auf dessen Grundlage das Spielzeug entstanden ist.[13]